# Faßlberg
Faßlberg är en kulle i Österrike.   Den ligger i  förbundslandet Wien, i den östra delen av landet, 12 km sydväst om huvudstaden Wien. Toppen på Faßlberg är 359 meter över havet, eller 27 meter över den omgivande terrängen. Bredden vid basen är 0,47 km.
Terrängen runt Faßlberg är kuperad västerut, men österut är den platt. Terrängen runt Faßlberg sluttar österut. Runt Faßlberg är det mycket tätbefolkat, med 3 134 invånare per kvadratkilometer.. Närmaste större samhälle är Wien, 12,0 km nordost om Faßlberg. 
I omgivningarna runt Faßlberg växer i huvudsak blandskog.